# 준등거리사상
수학에서 준등거리사상(영어: quasi-isometry), 준등거리동형사상, 준등거리변환, 준거리동형사상 혹은 준등장사상은 거리 공간의 일정한 집합 위에 줄 수 있는 동치관계로서, 엉성한 구조(coarse structure)를 탐구하기 위해 일반적인 등거리사상에서 약간의 세부사항을 무시하는 것이다. 미하일 그로모프의 기하적 군론에서 중요한 역할을 한다.

## 정의
{\displaystyle f}가(연속일 필요는 없다) 거리 공간 {\displaystyle (M_{1},d_{1})}에서 거리 공간 {\displaystyle (M_{2},d_{2})}으로 가는 함수라 하자. {\displaystyle f}가 {\displaystyle (M_{1},d_{1})}에서 {\displaystyle (M_{2},d_{2})}로 가는 준등거리사상임은 다음 조건을 만족하는 것으로 정의된다. 적당한 상수 {\displaystyle A\geq 1}, {\displaystyle B\geq 0}, {\displaystyle C\geq 0}가 존재하여,
1. {\displaystyle \forall x,y\in M_{1}:{\frac {1}{A}}\;d_{1}(x,y)-B\leq d_{2}(f(x),f(y))\leq A\;d_{1}(x,y)+B.}
2. {\displaystyle \forall z\in M_{2}:\exists x\in M_{1}:d_{2}(z,f(x))\leq C.}

두 거리 공간 {\displaystyle (M_{1},d_{1})}, {\displaystyle (M_{2},d_{2})} 간에 준등거리사상이 존재하면 준등거리동형(quasi-isometric) 또는 준거리동형이라고 한다. 이 정의는 약간의 고찰을 통해 순서에 무관하다고 볼 수 있고(즉, 준등거리동형 관계는 대칭관계이다), 나아가 준등거리동형 관계는 동치관계가 됨을 쉽게 보일 수 있다.

## 예
- {\displaystyle \mathbb {R} ^{2}} 상에 유클리드 거리를 준 거리 공간에서 같은 집합에 맨해튼 거리를 준 거리 공간으로 가는 자연스러운 일대일 대응 함수는 준등거리사상이다. 여기서 거리는 많아야 {\displaystyle {\sqrt {2}}}배만큼 차이난다.
- 함수 {\displaystyle f:\mathbb {Z} ^{n}\mapsto \mathbb {R} ^{n}}(모두 유클리드 거리)를 자연스러운 일대일 함수라고 하면 이 역시 준등거리사상이다. 거리는 정확히 보존되며, 임의의 실수 순서쌍들은 어떤 정수 순서쌍에서 많아야 {\displaystyle {\sqrt {n/4}}} 만큼 떨어져 있다.
- 유한 집합이거나 유계 집합인 거리 공간들의 임의 쌍은 준등거리동형이다. 실제로, 여기서는 임의의 함수가 준등거리사상이 된다.

## 기하적 군론의 응용
유한 생성 군 G 의 유한 생성집합 S 가 주어지면 이들의 케일리 그래프를 만들 수 있다. 그래프의 모든 모서리 길이를 1이라고 하면 이 그래프는 거리 공간이 된다. G 의 다른 유한생성집합 T를 가지고 다른 케일리 그래프를 만들 경우, 두 케일리 그래프는 준등거리동형이 된다. 따라서 케일리 그래프의 준등거리동형 동치류는 G 에만 의존한다. 이렇게 준등거리동형 동치류에만 의존하는 거리 공간의 성질을 통해 군의 불변량을 얻을 수 있으므로, 기하학적 방법으로 군론을 탐구할 수 있게 된다.

## 같이 보기
- 등거리사상
- 준측지선(Quasi-geodesic)

## 참고 문헌
- Bridson, Martin R. (2008), 〈Geometric and combinatorial group theory〉,   Gowers, Timothy; Barrow-Green, June; Leader, Imre, 《The Princeton Companion to Mathematics》, Princeton University Press, 431–448쪽, ISBN 978-0-691-11880-2